# Kurveholmen (Ribe)
Kurveholmen er en gade i Ribe, der løber fra Dagmarsgade og til Brorsonsvej. På den østlige side af gaden er der ingen bebyggelse. Her finder man Mølledammen, der er en del af Ribe Å.
Først i slutningen af 1800-tallet begyndte man at bygge hus her. Forinden havde området været et lavtliggende areal med tæt sivbevoksning. Heraf også navnet Kurveholmen.
De flest af husene på Kurveholmen er opført af tømrer Jacob Daugård Peters.

## Kurveholmen 2
Kurveholmen 2 er en markant bygning i bybilledet. Den er tegnet af Axel Hansen - oprindeligt til Teknisk Skole.

### Teknisk Skole
En forløber for byens tekniske skole var i 1871 til 1897 drevet i Industriforeningen bygninger i Grønnegade.
Den Tekniske Skole på Kurveholmen 2 blev indviet d. 1. november 1897 med indvielsestale af Pastor Simon Hansen.

### Ribe Handelsskole
Det er også i disse lokaler, at Ribe Handelsforening starter Ribe Handelsskole i 1908. Der er tale om et aften kursus i dansk, regning, bogføring og handelslære.
Der har også lejlighedsvis været afholdt kurser i tysk og skilteskrivning.

### Willumsens museum
D. 7. december 1969 indvies Willumsens museum i bygningen. Ved indvielsen deltager Dronning Ingrid. Det er redaktør Victor Pedersen, der står bag initiativet. Museet og Willumsens samling kunne opleves i Kurveholmen 2 frem til 1980.